# Дечје позориште
Дечје позориште (или позориште за децу и младе) је специјализовани облик позоришне уметности намењен деци и младој публици. Оно обухвата представе које су својим темама, садржајем, језиком, естетиком и трајањем прилагођене различитим узрасним групама деце, од најмлађег узраста до адолесцената. Циљ дечјег позоришта није само забава, већ и едукација, развој маште, креативности, емоционалне интелигенције и критичког мишљења код младих гледалаца.

## Дефиниција и циљеви
Дечје позориште се дефинише као професионално или аматерско извођење сценских дела (драмских текстова, луткарских представа, мјузикла, плесних представа) створених или адаптираних за дечју публику. Оно се разликује од "позоришта које изводе деца", иако и такви облици (нпр. школске представе, драмске секције) имају свој значај.
Основни циљеви дечјег позоришта су:
- Уметнички доживљај: Пружити деци квалитетно уметничко искуство и упознати их са основама позоришне уметности.
- Едукација и васпитање: Преношење знања, моралних вредности, подстицање позитивних образаца понашања и разумевања света око себе.[2]
- Развој маште и креативности: Стимулисање дечје имагинације и подстицање сопственог стваралачког израза.
- Емоционални и социјални развој: Помагање деци да разумеју и обраде различита осећања, као и да развију емпатију и социјалне вештине.
- Стварање позоришне публике: Неговање љубави према позоришту од најранијег узраста и стварање будућих генерација позоришних гледалаца.

## Карактеристике и форме
Дечје позориште одликују одређене специфичности:
- Прилагођеност узрасту: Теме, језик, дужина трајања представе и сценски израз морају бити прилагођени когнитивним и емоционалним способностима одређене узрасне групе (нпр. представе за бебе, предшколски узраст, млађи школски узраст, тинејџери).
- Теме и садржај: Често обрађује теме из света бајки, дечје књижевности, свакодневног живота деце, пријатељства, авантуре, али и озбиљније теме представљене на одговарајући начин.
- Сценски израз: Нагласак је често на визуелној атрактивности (костими, сценографија, лутке), музици, покрету и јасној нарацији.
- Интерактивност: Неке представе укључују активно учешће публике.

Најчешће форме дечјег позоришта су:
- Луткарске представе: Користе се различите врсте лутака (марионете, гињоли, јавајке, лутке на штапу, сенке).
- Драмске представе са глумцима.
- Мјузикл за децу.
- Плесне представе и балет за децу.
- Интерактивно и имерзивно позориште за децу.

## Значај за развој деце
Позориште има вишеструк позитиван утицај на развој деце:
- Когнитивни развој: Подстиче пажњу, концентрацију, памћење, логичко закључивање и разумевање узрочно-последичних веза.
- Развој говора и језика: Богати речник, подстиче вербалну комуникацију.
- Емоционални развој: Омогућава деци да препознају, именују и разумеју различита осећања, како своја тако и туђа.
- Социјални развој: Учи децу о међуљудским односима, сарадњи, толеранцији и различитим друштвеним улогама.
- Развој маште и креативности: Позориште отвара светове фантазије и инспирише децу на сопствено стваралаштво.
- Морални развој: Кроз приче и ликове, деца усвајају моралне вредности и принципе.
- Формирање културних навика: Посета позоришту постаје важна културна активност.

## Дечје позориште у Србији
Србија има дугу и богату традицију дечјег позоришта, са развијеном мрежом професионалних и аматерских позоришта, као и фестивала посвећених стваралаштву за децу и младе.

### Историјат (кратак преглед)
Први облици позоришта за децу у Србији јављају се крајем XIX и почетком XX века, често у оквиру школских приредби или хуманитарних друштава. Значајнији развој професионалног дечјег позоришта почиње након Другог светског рата. Године 1937. основано је Позориште лутака у Београду, које ће касније постати Позориште лутака „Пинокио“. Позориште "Бошко Буха" основано је 1950. године као прво професионално дечје и омладинско позориште у Србији.

### Значајна позоришта за децу
Нека од најзначајнијих професионалних позоришта за децу и младе у Србији су:
- Мало позориште „Душко Радовић“ (Београд)
- Позориште "Бошко Буха" (Београд)
- Позориште лутака „Пинокио“ (Београд/Нови Београд)
- Позориште младих (Нови Сад)
- Дечје позориште Суботица
- Позориште за децу Крагујевац
- Народно позориште "Тоша Јовановић", Луткарска сцена (Зрењанин)
- Бројна друга позоришта и позоришне трупе које негују репертоар за децу.

### Фестивали позоришта за децу
У Србији се одржава неколико значајних фестивала посвећених позоришном стваралаштву за децу и младе:
- Међународни фестивал позоришта за децу у Суботици: Један од најугледнијих фестивала ове врсте у Европи.[5]
- Фестић (Фестивал позоришта за децу и младе) у Београду.
- Фестивал еколошког позоришта за децу и младе у Бачкој Паланци.
- Звездариште (Београд): Фестивал дечје позоришне продукције.